# Astorga (Spanje)

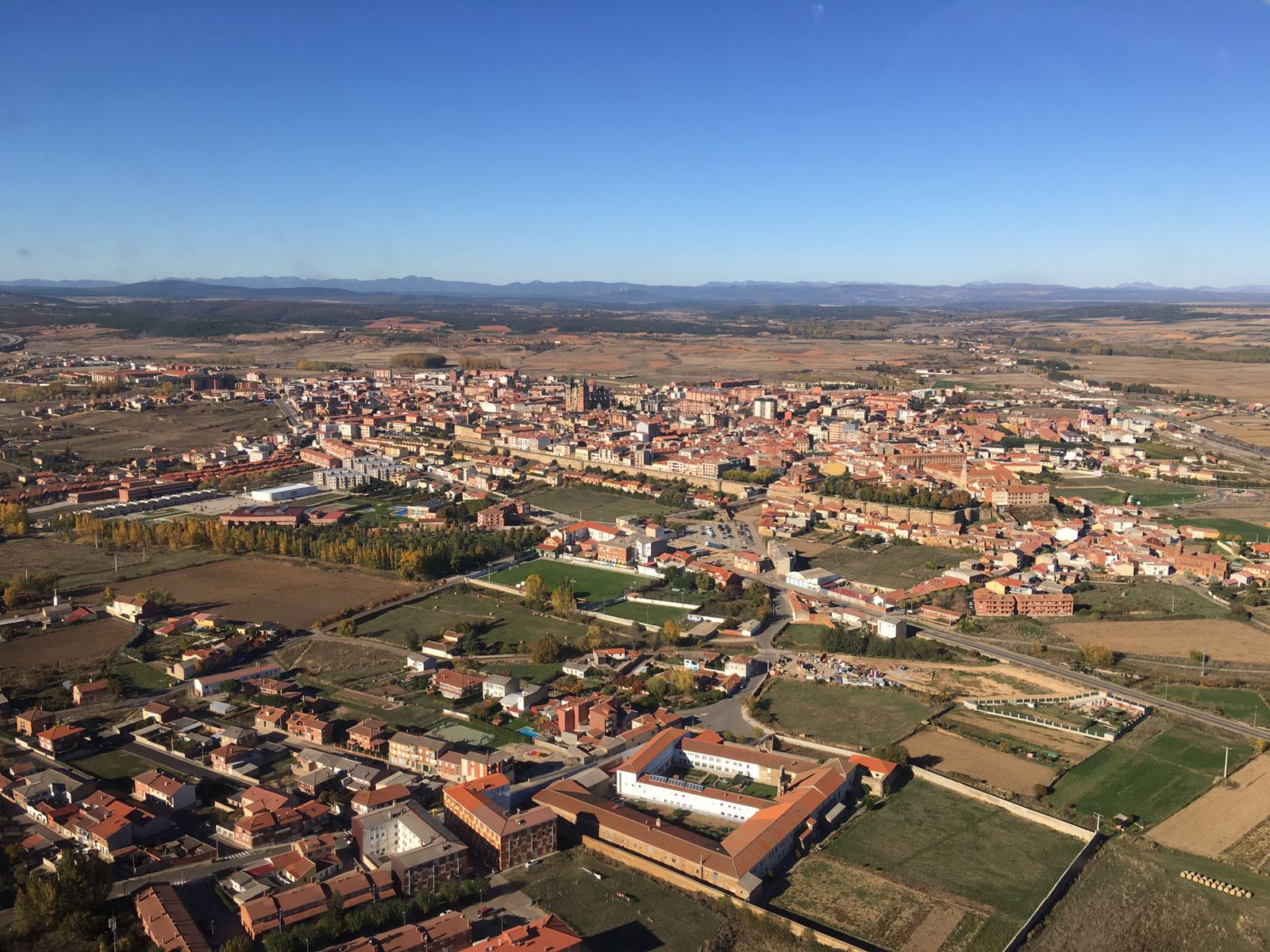
Zicht op de stad

Astorga is een gemeente in de Spaanse provincie León in de regio Castilië en León met een oppervlakte van 46,78 km². Astorga telt 11.264 inwoners (1 januari 2016).

## Geschiedenis
De stad ontstond uit een legerkamp van Legio X Gemina bij de Romeinse verovering van Iberië. Asturica Augusta, zoals de Romeinen de stad noemden, was een van de belangrijkste steden in het noordwesten van het Iberisch schiereiland. De stad was een knooppunt voor militair en handelsverkeer. De stad had een forum, termen, een tempel voor de keizerscultus (Aedes Augusti) en een rioleringssysteem. Aan het einde van de 3e of het begin van de 4e eeuw werd de stad ommuurd. De stadsmuur van 2,2 km diende om invallende stammen buiten te houden.
Aan het eind van de 13e eeuw werd de Romeinse stadsmuur hersteld door bisschop Nuño. De stadsmuur werd deels verwoest door de troepen van Napoleon.
In de 19e eeuw werd de stad een centrum voor chocoladeproductie.

## Bezienswaardigheden
- De Santa Maríakathedraal werd gebouwd tussen 1471 en 1693. Van de eerder romaanse kerk zijn kapitelen bewaard. De hoofdgevel met twee torens werd gebouwd in de 17e eeuw. Twee grote kapellen en de deur van de sacristie werden mogelijk ontworpen door architect Rodrigo Gil de Hontañón (1500? - 1577). Het interieur van de kathedraal bevat vele kostbaarheden, waaronder een relikwieënkist uit de 10e eeuw geschonken door koning Alfonso III aan bisschop Genadio.[2]
- De San Estebankerk is vastgebouwd aan de kathedraal.
- Het stadhuis (18e eeuw)
- Het bisschoppelijk paleis (1889-1913), ontworpen door Antoni Gaudí.
- Romeins museum
- Kathedraal museum

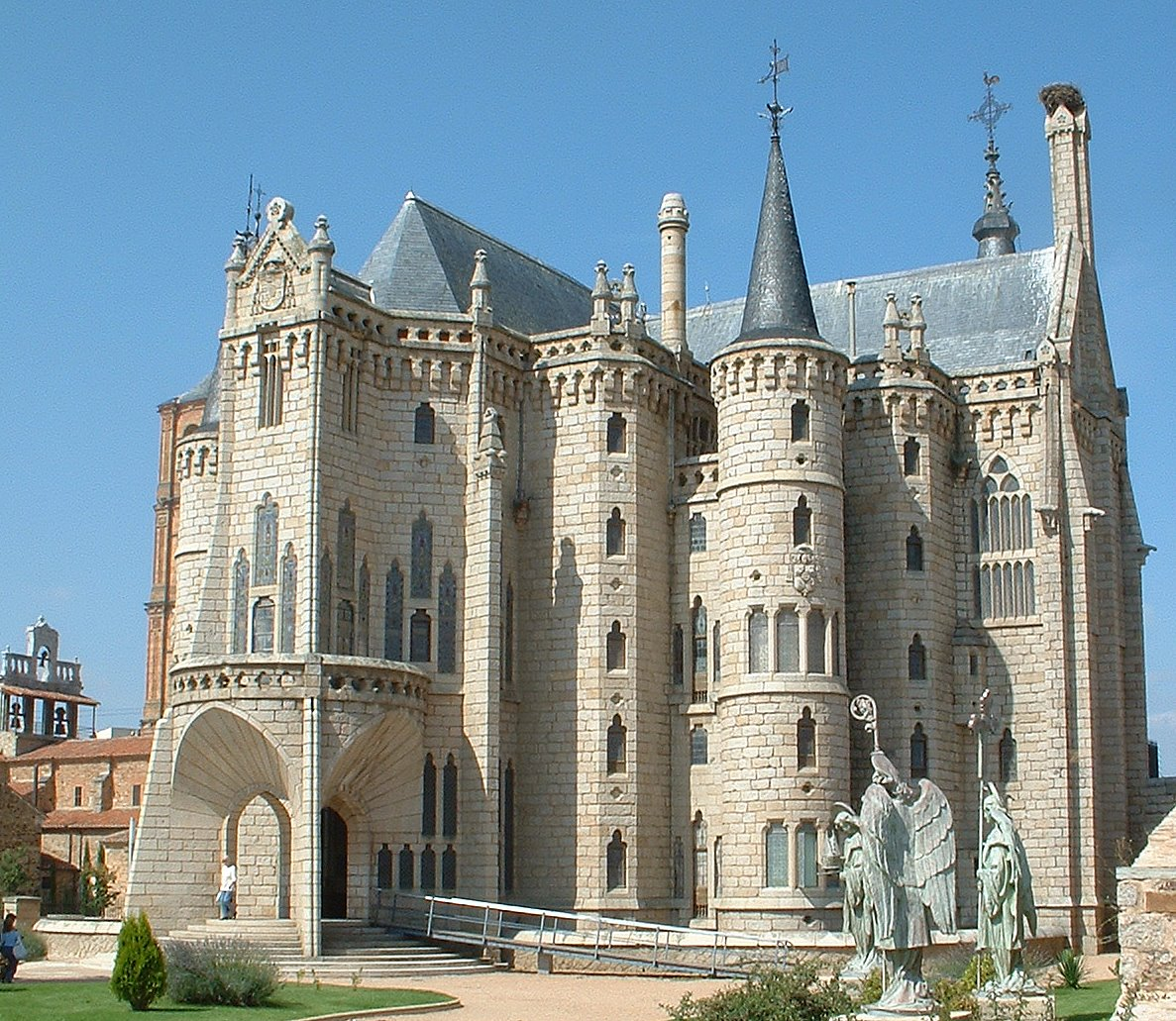
Bisschoppelijk paleis
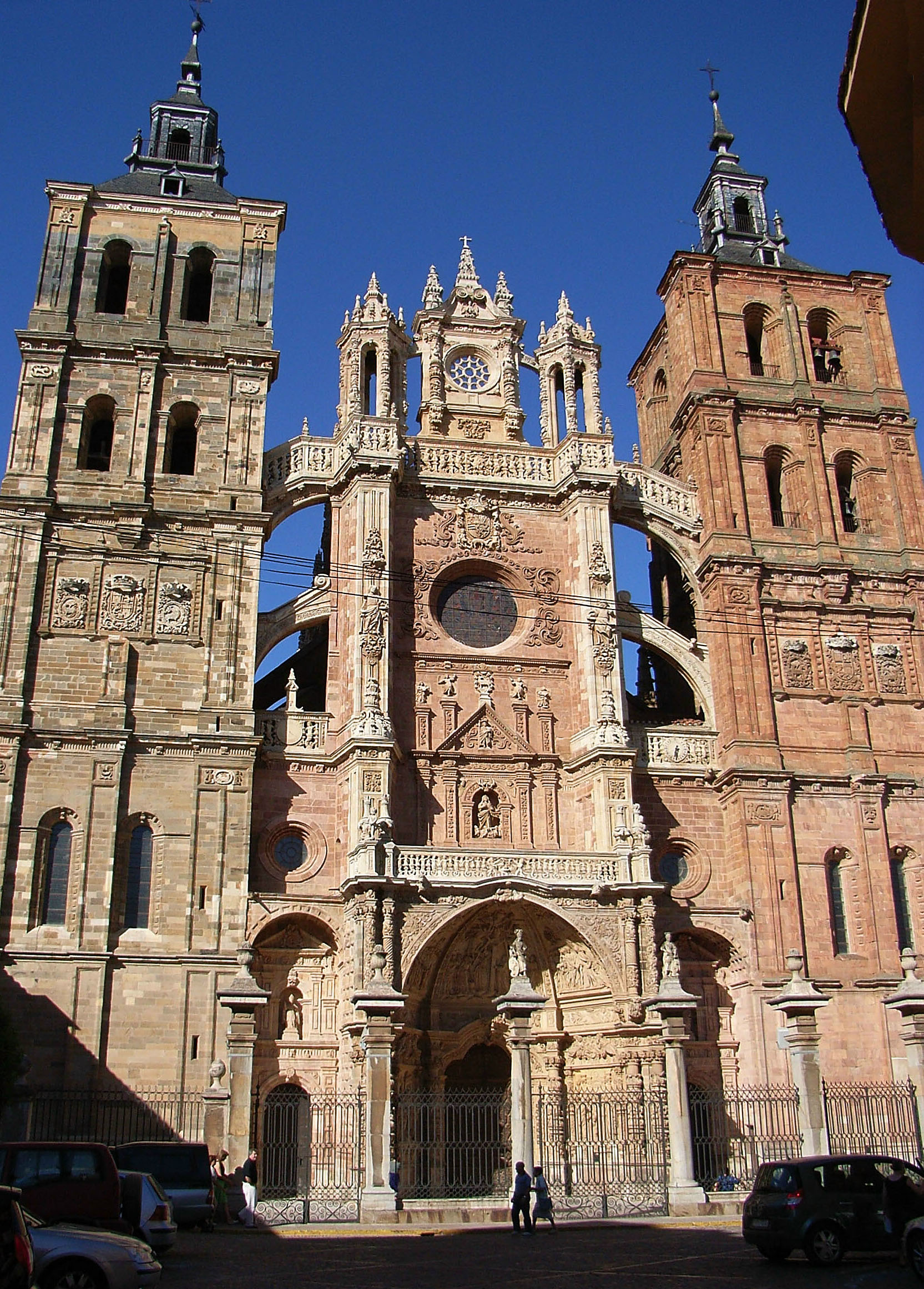
Kathedraal
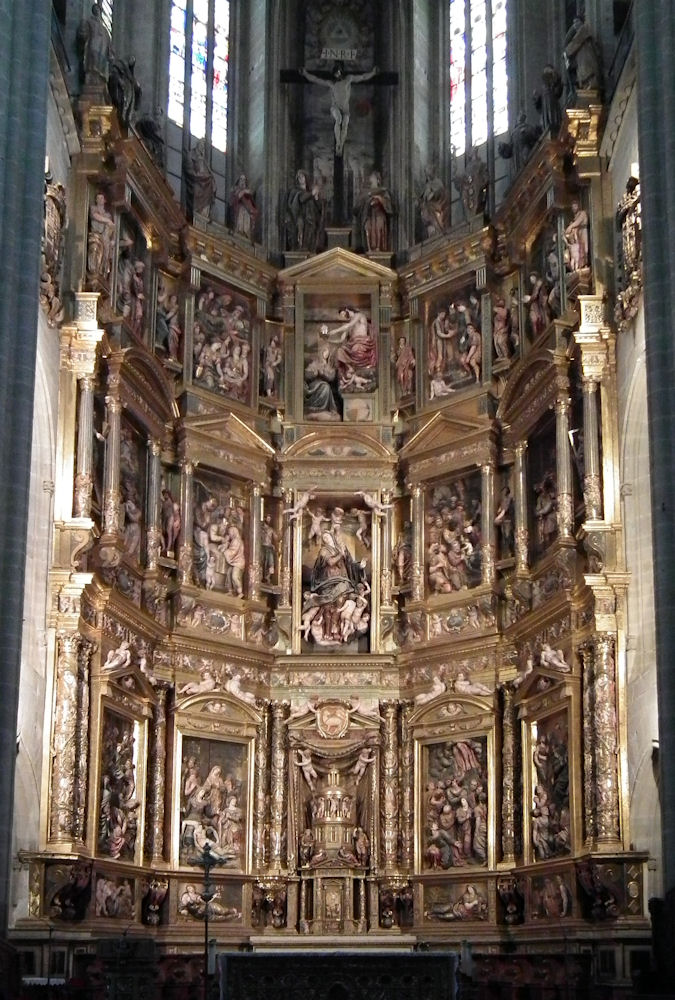
Hoofdaltaar van de kathedraal
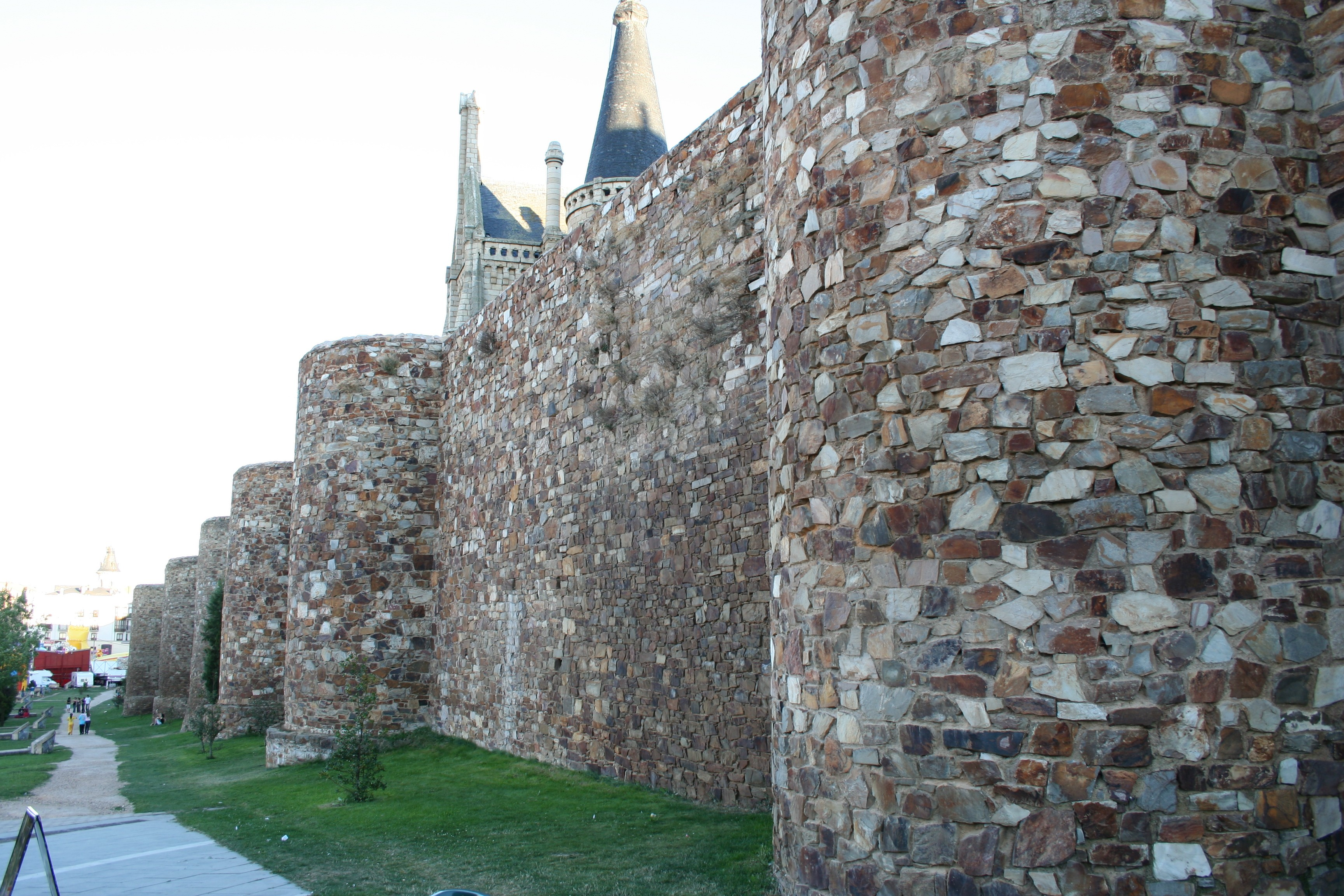
Romeinse muur
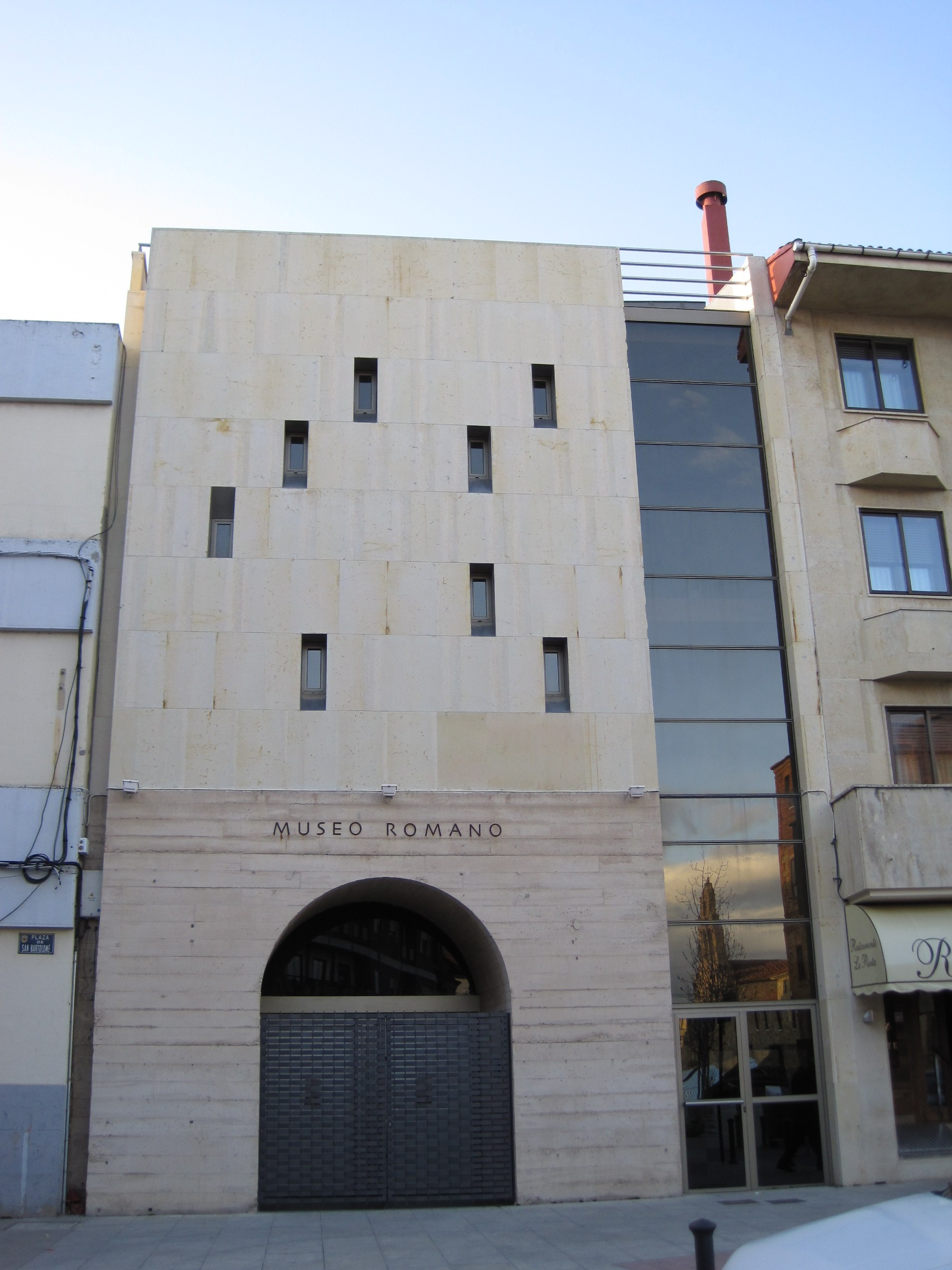
Romeins museum
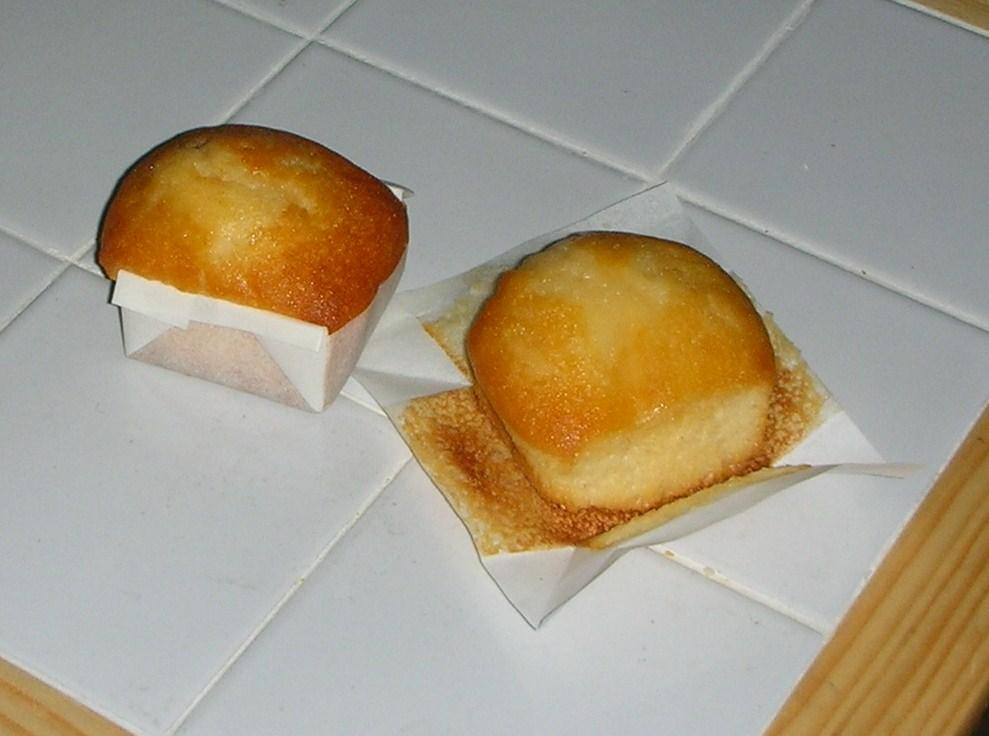
Mantecadas, een specialiteit van Astorga

## Demografische ontwikkeling
Bron: INE; 1857-2011: volkstellingen
Opm.: In 1981 werd Castrillo de los Polvazares geannexeerd

## Sport
Astorga was op 27 april 2005 de startplaats van de 20ste editie van de wielerwedstrijd Ronde van Castilië en León. Die Spaanse etappekoers werd gewonnen door de Spanjaard Carlos García.